# Język kotava
Język kotava – proponowany międzynarodowy język pomocniczy (IAL), związany z zasadą neutralności kulturowej. Nazwa tłumaczy się jako „język jednego i wszystkich”, co dla społeczności Kotava oznacza uznanie go za „przedsięwzięcie  humanistyczne i uniwersalne, utopijne i realistyczne”. Język jest znany głównie w krajach frankofońskich, a większość materiałów do nauki jest w języku francuskim.

## Historia
Kotava została wymyślona przez Kanadyjkę Staren Fetcey, która rozpoczęła tworzenie języka w 1975 roku na podstawie swoich studiów innych języków pomocniczych. Język został po raz pierwszy udostępniony publicznie w 1978 roku, a dwie główne poprawki zostały wprowadzone w 1988 i 1993 roku. Od tego czasu język ustabilizował się, a leksykon zawiera ponad 17 000 podstawowych słów. W 2005 r. powstał siedmioosobowy komitet, którego zadaniem było kierowanie ewolucją języka.
Jej celem ma być stworzenie języka sztucznego, który nie byłby związany z określonym kontekstem kulturowym. Ma to być osiągane poprzez:
- prosty i ograniczony system fonetyczny, z łatwością dostępny dla większości ludzi,
- prostą i całkowicie regularną gramatyka odzwierciadlającą gramatyki większości języków świata,
- wyraźną morfologia, w której każdy morfem ma dobrze określoną i unikalną funkcję,
- leksykon a priori nie faworyzujący jakiegokolwiek  języka,
- zbiór podstawowych rdzeni, które są jasno zdefiniowane i pozbawione homonimów.

## Właściwości językowe

### Klasyfikacja
Jako język skonstruowany a priori, Kotava nie jest spokrewniona z żadnym innym językiem, naturalnym lub sztucznym. Kolejność słów jest dowolna, ale obecna praktyka skłania się ku szykowi dopełnienie – podmiot  – orzeczenie (OSV). Wszystkie przedmioty i dopełnienia muszą być wprowadzane za pomocą przyimków. Istnieją również innowacje obejmujące spójniki i przyimki (tj. system przyimków miejscowych).

### Pisownia
Kotava jest napisana alfabetem łacińskim, ale nie używa liter H ani Q. Litera H, która była wcześniej używana tylko do palatalizacji L, M lub N, została wyeliminowana i zastąpiona literą Y we wszystkich przypadkach. Nie używa znaków diakrytycznych, z wyjątkiem ostrego akcentu, używanego tylko do oznaczenia pierwszej osoby czasowników, która jest akcentowana na ostatniej samogłosce. Podobnie jak w języku francuskim, między tekstem a wykrzyknikiem lub znakami zapytania jest dodawana spacja.

### Fonologia
W Kotava słowa wymawia się dokładnie tak, jak napisano, bez wyjątków.
Większość spółgłosek wymawia się jak w języku angielskim, ale C wymawia się jako angielskie sh, J jak po francusku (lub jak s w angielskim słowie pleasure), X jak w szkockim loch, a R jest pomijane.
Spółgłoski (w systemie IPA):
|             | Dwuwargowa | Dwuwargowa | Wargowo-zębowa | Wargowo-zębowa | Przedniojęzykowo-dziąsłowa | Przedniojęzykowo-dziąsłowa | Zadziąsłowa | Zadziąsłowa | Podniebienna | Podniebienna | Miękkopodniebienna | Miękkopodniebienna |
| ----------- | ---------- | ---------- | -------------- | -------------- | -------------------------- | -------------------------- | ----------- | ----------- | ------------ | ------------ | ------------------ | ------------------ |
| Nosowa      | m          | m          |                |                | n                          | n                          |             |             |              |              |                    |                    |
| Zwarta      | p          | b          |                |                | t                          | d                          |             |             |              |              | k                  | ɡ                  |
| Szczelinowa |            |            | f              | v              | s                          | z                          | ʃ           | ʒ           |              |              | x                  |                    |
| Drżąca      |            |            |                |                | r                          | r                          |             |             |              |              |                    |                    |
| Aproksymant |            |            |                |                | l                          | l                          |             |             | j            | j            |                    |                    |

Samogłoski są wymawiane jak w języku hiszpańskim, suahili lub tahitańskim, bez różnic w długości i bez nosowania:
|             | Przednie | Tylne |
| ----------- | -------- | ----- |
| Przymknięte | i        | u     |
| Średnie     | e        | o     |
| Otwarte     | a        | a     |

Istnieje pięć dyftongów: ay, ey, iy (bardzo rzadkie), oy, uy (bardzo rzadkie).
Zasada akcentu w języku Kotava jest regularna dla wszystkich wielosylabowych słów: na ostatniej sylabie, jeśli słowo ma końcową spółgłoskę; na drugiej od końca sylabie, jeśli wyraz ma ostatnią samogłoskę, z wyjątkiem pierwszej osoby czasowników, która jest akcentowana na ostatniej sylabie, oznaczonej ostrym akcentem.

### Gramatyka

#### Zaimki
Główne zaimki osobowe to:
|              | l. pojedyncza | l. pojedyncza | l. pojedyncza  | l. mnoga   | l. mnoga | l. mnoga |
|              | 1 os.         | 2 os.         | 3 os. m.,ż.,n. | 1 os.      | 2 os.    | 3 os.    |
| ------------ | ------------- | ------------- | -------------- | ---------- | -------- | -------- |
| Kotava       | jin           | rin           | in             | min1, cin2 | win      | sin      |
| język polski | ja            | ty            | on, ona, ono   | my         | ty       | oni, one |

1 tzw. włączająca 1 os. l. mn.
2 tzw. wyłączająca 1 os. l. mn.
Zaimek zwrotny to int, a w formie reciprocal pronoun (ang.) to sint. Forma possessivus (łac.) jest tworzona przez dodanie -af do zaimka osobowego.
Inne zaimki to coba (rzecz), tan (nieznana osoba), tel (znana osoba) i tol (jeden z dwóch).

#### Czasowniki
Odmiana czasowników obejmuje trzy czasy (teraźniejszy, przeszły i przyszły) i cztery tryby (m.in. rozkazujący i przypuszczający). Ponadto istnieją mechanizmy dotyczące stron, aspektów, modalności i innych niuansów, które pozwalają na dużą subtelność wypowiedzi. Istnieje siedem osób czasowników, w tym włączająca i wyłączna pierwsza osoba liczby mnogiej.
Formą słownikową czasownika jest pierwsza osoba liczby pojedynczej. Przyrostki do rdzenia wskazują osobę i czas. Poniższa tabela ilustruje to z czasownikami tí (być) i estú (jeść):
| pojedynczy    | pojedynczy     | pojedynczy                       | Liczba mnoga          | Liczba mnoga      | Liczba mnoga               |
| 1 os.         | 2 os.          | 3 os.                            | 1 os.                 | 2 os.             | 3 os.                      |
| ------------- | -------------- | -------------------------------- | --------------------- | ----------------- | -------------------------- |
| ´             | -l             | -r                               | -t, -d                | -v                | -c                         |
| tí ("jestem") | til ("jesteś") | tir, tir ("(on, ona, ono) jest") | tit, tid ("jesteśmy") | tiv ("jesteście") | tik ("są")                 |
| estú ("jem")  | estul ("jesz") | estur („(on, ona, ono) je”)      | estut, estud ("jemy") | estuv ("jesz")    | estuc ("(oni, one) jedzą") |

Przed czasownikiem można użyć następujących modyfikatorów:
| Nazwa | Funkcja   | Przykład                                                  |
| ----- | --------- | --------------------------------------------------------- |
| en    | nacisk    | jin en estú ("Jem")                                       |
| rotir | możliwość | in rotir estur („On zjadłby”)                             |
| me    | negacja   | jin me estú („Nie jem”)                                   |
| men   | negacja   | jin koe Paris men irubá („Nie wyjeżdżam teraz do Paryża”) |
| mea   | negacja   | jin koe Paris mea irubá („Nie mieszkam już w Paryżu”)     |

Czas przeszły jest oznaczony interfiksem -y- przed ostatnią samogłoską czasownika:
- jin danká ("śpiewam") → jin dankayá ("śpiewałem")

Podobnie, czas przyszły jest oznaczony interfiksem -t-:
- rin estul ("jesz") → rin estutul ("będziesz jeść")

#### Rzeczowniki
Rzeczowniki nie mają rodzaju gramatycznego. Aby wskazać płeć osoby lub zwierzęcia, -ya jest używane dla kobiet, a -ye dla mężczyzn.
| (brak)                  | -ya                | -ye                     |
| ----------------------- | ------------------ | ----------------------- |
| krapol („lew obu płci”) | krapolya („lwica”) | krapolye („samiec lwa”) |
| ayik („człowiek”)       | ayikya („kobieta”) | ayikye („mężczyzna”)    |

### Liczby
Liczby mają postać przedrostków, do których można dodać pewne atrybuty – jak poniżej:
| - 0 ned- - 1 tan- - 2 tol- - 3 bar- - 4 balem- - 5 alub- - 6 tev- - 7 per- - 8 anhust- - 9 lerd- - 10 san- | - 100 decem- - 1000 decit- - 10 000 kun- - 100 000 vunt- - 1 000 000 celem- - 1 000 000 felem- - 1012 tung- - 1015 pung- - 1018 eung- - 1021 zung- - 10244 yung- |

Przyrostki:
- -oy (liczebniki główne)
- -eaf (liczby porządkowe)
- -da (lata)
- -ka (dni)
- jon-… -af (pomnożone przez)
- fuxe-… -af (podzielone przez)
- vol- (liczby ujemne)

Znaki matematyczne:
- = dum (równa się)
- + zrób (plus)
- – bas (minus)
- × jon (pomnożone)
- / fuxe (podzielone przez)

## Literatura
Literatura zajmuje ważne miejsce w społeczności posługującej się językiem Kotava. Istnieją setki tłumaczeń powieści (Lwa Tołstoja, Emila Zoli, Guy de Maupassanta, Octave Mirbeau, Alberta Camusa, Molièra, Michała Szołochowa, Antoine de Saint-Exupéry, Wiktora Hugo itp.), bajek (La Fontaine, Charles Perrault, braci Grimm, Hansa Christiana Andersena, legendy świata) i inne teksty literackie (np. Machiavellego itp.).
W Les Tétraèdres, powieści w języku francuskim autorstwa Yurani Andergana, będącej obszernym historycznym i fantastycznym freskiem, Kotava jest językiem, którym posługiwali się neandertalczycy i który przez wiele pokoleń był przekazywany potajemnie potomkom  i jest recytowany przez niektóre bohaterki jako długie wyrocznie (dodatkowe tłumaczenia na końcu).

## Przykłady tekstu
Z „Księżniczki na ziarnku grochu” Hansa Christiana Andersena:
Lekeon tiyir sersikye djukurese va sersikya, va sersanhikya. Ta da vaon trasir, va tawava anamelapiyir vexe kotviele koncoba me dojeniayar ; sersikya, jontika tiyid, vexe kas tiyid sersanhikya ? Batcoba tiyir voldrikafa karolara, kotviele koncoba ok arcoba nuvelayad mekotunafa. Gabenapaf in dimdenlapiyir, va sersanhikya loeke co-djudiyir.
Był raz sobie pewien książę, który chciał pojąć za żonę PRAWDZIWĄ księżniczkę. Jeździł po całym świecie i szukał tej jedynej, ale zawsze coś stawało mu na przeszkodzie. Nie brakowało co prawda księżniczek, ale młodzieniec patrząc na wszystkie te piękne panny, nie mógł pozbyć się wrażenia, że nie są one stuprocentowymi księżniczkami. Nie znalazłszy tej, której szukał, wrócił do ojcowskiego zamku smutny i zniechęcony.  (przekład Franciszka Mirandola)
Modlitwa Pańska :
| Kotava                              | Język polski                                |
| ----------------------------------- | ------------------------------------------- |
| Cinaf Gadik koe kelt tigis,         | Ojcze nasz, któryś jest w niebie,           |
| Rinaf yolt zo tutumtar,             | święć się imię Twoje;                       |
| Rinafa gazara artfir,               | przyjdź królestwo Twoje;                    |
| Rinafa kuranira                     | bądź wola Twoja,                            |
| moe tawava lidam kelt zo askir.     | jako w niebie tak i na ziemi.               |
| Va vieleaf beg pu cin re zilil      | Chleba naszego powszedniego daj nam dzisiaj |
| va kota cinafa kantara ixel         | i odpuść nam nasze winy,                    |
| dum pu bagesik dere ixev.           | jako i my odpuszczamy naszym winowajcom.    |
| Ise gu zoenuca va cin me levplekul, | I nie wódź nas na pokuszenie                |
| Volse gu rote va cin tunuyal.       | ale nas zbaw ode złego.                     |

Powszechna deklaracja praw człowieka

Kot ayik sokoblir nuyaf is miltaf gu bagaliuca is rokeem. Va ova is jiluca sodir isen kottan is artan va sint beron gotegid.
Wszyscy  ludzie  rodzą  się  wolni  i równi  pod  względem  swej  godności  i swych  praw.  Są  oni obdarzeni rozumem i sumieniem i powinni postępować wobec innych w duchu braterstwa.

## Źródła
- Fetcey, Staren (1979). Kotava, langue internationale neutre. Québec, Kanada: Ed. Univers des Langues TB INC. 148 str.
- Kotava Avaneda (komitet językowy Kotava). Oficjalna gramatyka Kotavy {PDF}; Oficjalna gramatyka Kotavy (francuskiego) {PDF}. Organizacja Kotava (marzec 2007, wersja III.8, 49 s.; Marzec 2013, v. III – 14, 59 s.)
- Christo Moskovsky i Alan Reed Libert (2011). Aspekty gramatyki i leksyki języków sztucznych. Peter Lang GmbH.ISBN 978-3631596784